# 중앙관세분석소
중앙관세분석소(中央關稅分析所)는 대한민국 관세청의 소속기관이다. 1996년 7월 10일 발족하였으며, 경상남도 진주시 동진로 408에 위치하고 있다. 소장은 서기관 또는 기술서기관으로 보한다.

## 직무
- 수출입물품의 분석 및 관세율표의 해석에 관한 조사·연구
- 수출입물품에 대한 구성재료의 분석 및 규격기준의 조사·연구
- 수출입물품의 분석에 관한 지도·감독 및 검사감정요원에 대한 기술지도에 관한 사항
- 분석용 기자재·시료 및 수출입견본의 수급과 관리
- 관세 분석기술의 국제협력에 관한 사항

## 연혁
- 1961년 10월 2일: 재무부 소속으로 감정분석소 설치.[3]
- 1963년 12월 17일: 감정분석소를 폐지.[4]
- 1980년 6월 14일: 관세청 소속으로 관세중앙분석소를 설치.[5] 부산세관 청사로 이전.
- 1982년 6월 14일: 관세청 청사로 이전.
- 1995년 3월 1일: 성남세관 청사로 이전.
- 1996년 7월 10일: 중앙관세분석소로 개편.[6]
- 1999년 1월 1일: 서울세관 청사로 이전.
- 2013년 1월 28일: 경남도 진주시로 청사 이전.[7]

## 조직

### 소장
- 총괄분석과[8]
- 분석관[9][10]